# Grenaille de plomb
La grenaille de plomb a, aux XVIIe et XIXe siècles, peu à peu remplacé la grenaille de fer doux (déchet de forge) antérieurement utilisée dans les cartouches de chasse. Elle est aussi utilisée dans les cartouches de ball-trap. Elle prend différents calibres, tels que la cendrée et la chevrotine.
Cette munition présente l'avantage d'une haute énergie cinétique mais l'inconvénient d'une toxicité élevée : elle est à l'origine d'une pollution durable des sols, et de certains milieux naturels par le plomb et d'autres métaux lourds qu'elle contient (arsenic, antimoine et parfois bismuth). 
Tous ces métaux sont toxiques et  non biodégradables. Ingérés, ils sont toxiques pour le système nerveux notamment. La grenaille de plomb ingérée et ses fragments ingérés sont source de problèmes toxicologiques pour la faune sauvage et les animaux domestiques ainsi qu'en santé humaine,.
Même à faible dose, le plomb et l'arsenic de cette grenaille sont source d'intoxication chez les oiseaux (saturnisme aviaire), chez leurs prédateurs, ainsi que chez les nécrophages et d'autres animaux (saturnisme animal), et potentiellement chez les personnes consommatrices régulières de gibier,. 

## Législation

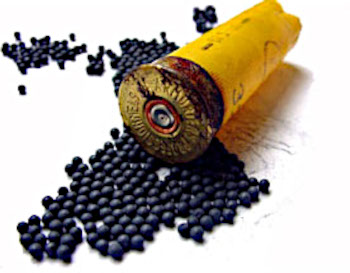
Une cartouche classique de 30 à 35 grammes contient 200 à 300 billes de plomb toxique. Depuis 2005, en France, les cartouches au plomb ne sont plus autorisées pour les tirs dirigés en direction d'une zone humide.

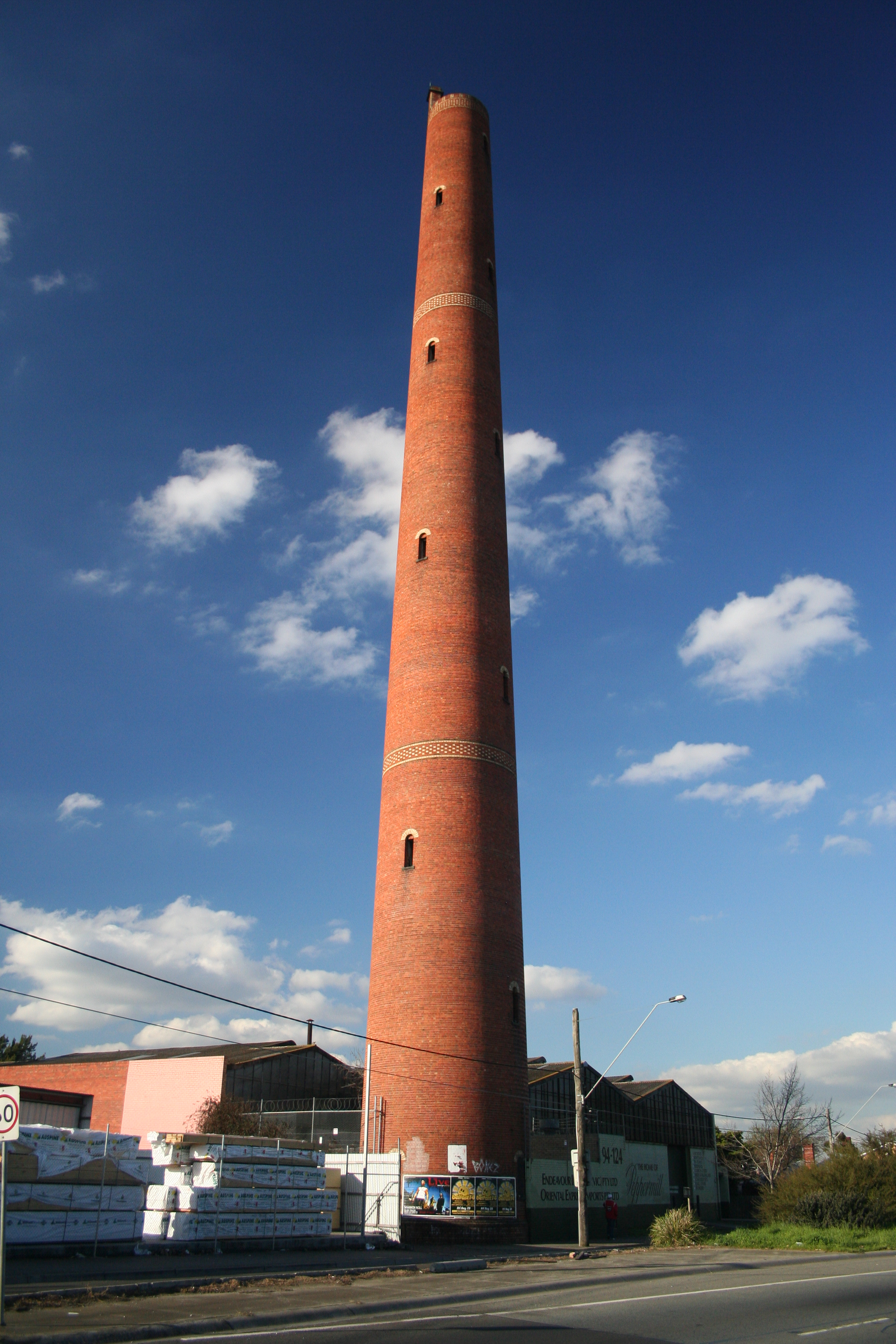
Tour à plomb, utilisée pour la fabrication de grenaille de plomb. Le plomb fondu était versé au travers d'un tamis et les gouttes de plomb se transformaient en billes rondes en se refroidissant durant leur chute (Clifton Hill, Melbourne, Australie

En raison de sa toxicité ce type de grenaille a d'abord été interdite aux États-Unis pour certaines chasses (avec dérogations pour les inuits et certaines tribus amérindiennes), depuis plus de 25 ans. L'Accord AEWA vise depuis 1995 à faire de même dans la région du paléarctique nord-occidental. Il s'agissait initialement surtout de protéger les canards plongeurs, après qu'une étude canadienne ait montré qu'ils étaient dans les années 1990 très souvent gravement intoxiqués par le plomb qu'ils ingéraient sur les fonds des zones humides où ils étaient chassés (une étude isotopique de ce plomb ayant ensuite confirmé qu'il avait bien comme origine, en très grande partie les cartouches utilisés par les chasseurs de sauvagine.

## Respect de l’interdiction des munitions au plomb
L’efficacité des interdictions varie selon les pays et les contextes. 
Des indices de cette efficacité peuvent être fournis par l’étude (nombre et qualité) des grenailles retrouvées dispersées dans l'environnement, par le taux de cartouches sans plomb fabriquées, vendues, et emportées et utilisées sur le terrain par les chasseurs. Elle peut aussi l’être par des études mesurant le taux de billes « sans-plomb » par rapport aux grenailles plomb incluses sans la chair d’animaux blessés ou tués à la chasse ou ayant ingéré des grenailles en tant que grit. 
Selon les données disponibles, l'usage expérimental volontaire de munitions sans plomb a rapidement montré son efficacité (chute du taux moyen de plomb osseux, plus que divisé par deux chez 3 espèces de canards entre 1989 et 2000 dans les zones-test en Ontario et Colombie-Britannique) alors que dans le même temps la bécasse américaine  (Scolopax minor), une autre espèce suivie (mais que l'on a continué à chasser au plomb ne voyait pas sa situation s'améliorer). Puis les interdictions ont été plus précoces et bien respectées dans les zones humides protégées des Etats-Unis et au Canada (conformité supérieurs à 80 % en Ontario et Colombie Britannique, semble-t-il grâce à une bonne sensibilisation, à l'attitude coopérative des chasseurs de sauvagine à l’égard du programme de grenaille non toxique, à l’implication de groupements de chasseurs  et grâce à l’application proactive de la réglementation de la part des agents de la police, soutenues par les autorités locales et de la conservation de la nature. (Anderson et al., 2000, Stevenson et al., 2005).
Au contraire au Royaume-Uni, faute de contrôle notamment, la réglementation n’a pas été respectée par la plupart des chasseurs : 10 ans après l’interdiction des cartouches  plomb dans les zones humides, seuls 30 % des chasseurs y utilisaient des cartouches sans plomb, selon Cromie et al., 2010) ce qui s’est traduit par la diffusion de vente contaminée par le plomb dans le commerce et par le maintien d’un taux élevé de saturnisme aviaire (34 % des oiseaux d'eau étudiés par Newth et al. , 2013 présentaient toujours une plombémie très préoccupante (> 20,0 μg/dL, 10 ans après l'interdiction du plomb pour leur chasse). 
Des preuves de non-respect de la loi proviennent notamment d’une analyse ayant porté sur 492 canards tués à la chasse par des chasseurs anglais et mis en vente dans le commerce de 2008 à 2010 :  70 % d'entre eux avaient illégalement été abattu avec des cartouches au plomb et non avec des grenailles alternatives non-toxiques.
En France, après plusieurs reports d'interdiction, elle est interdite depuis l'arrêté du 21 mars 2002 sur les zones humides ou pour des tirs portant vers une zone humide. Les données manquent pour la France où l’interdiction prévue dans les zones humides a plusieurs fois été repoussée, et où selon une étude de l'ONCFS même dans la zone expérimentale du Domaine de la Tour du Valat en 2017 (10 ans après la loi), la réglementation ne semble que partiellement appliquée (« Le suivi des douilles et des bourres retrouvées sur le terrain témoigne d’un certain non-respect de l’interdiction de tirer de la grenaille de plomb dans certaines zones humides françaises ».  
En Espagne dans le Delta de l'Èbre dans un premier temps 98 % des cartouches étaient sans plomb. Une réduction de la plombémie des oiseaux s'en est rapidement suivie (avec en conséquence une réduction de l'exposition au plomb pour les consommateurs de gibier d’eau) ;  Alors que 30,6 % des canards colverts (Anas platyrhynchos ) étaient dans ce delta contaminés avant l’interdiction, six ans après ceux qui présentaient une plombémie élevée n’étaient plus que 13,9 % des prises. Mais l'interdiction a ensuite été moins respectée, faisant que le taux global de canard colverts ingérant des plombs n'a diminué que d'environ 50 % entre la période 1991-1996 et la période 2011-2012. En 2013, le saturnisme aviaire était encore ou à nouveau l’une des premières sources de menaces pour l’Erismature à tête blanche . En 2011, le relâchement observé se traduit par une augmentation de la fréquence des plombémies du gibier dépassant les seuils autorisant la consommation de la viande, avec des doses de plomb posant « un risque pour les chasseurs et leurs familles »(Sevillano Morales et al., 2011), car la consommation de viande de gibier contaminée par le plomb a été associée à une réduction du quotient intellectuel (QI) des enfants exposés (y compris in utero), à des maladies rénales et à un risque  d'avortement spontané accru (Green et Pain, 2012) et à un risque accru de criminalité. 
Pour réduire efficacement le risque d'exposition humaine au plomb et le risque d'empoisonnement des oiseaux d'eau, les interdictions appliquées dans les zones humides protégées devraient être étendues aux aires d'alimentation adjacentes, comme dans les rizières adjacentes (Newth et al., 2013).

## Production

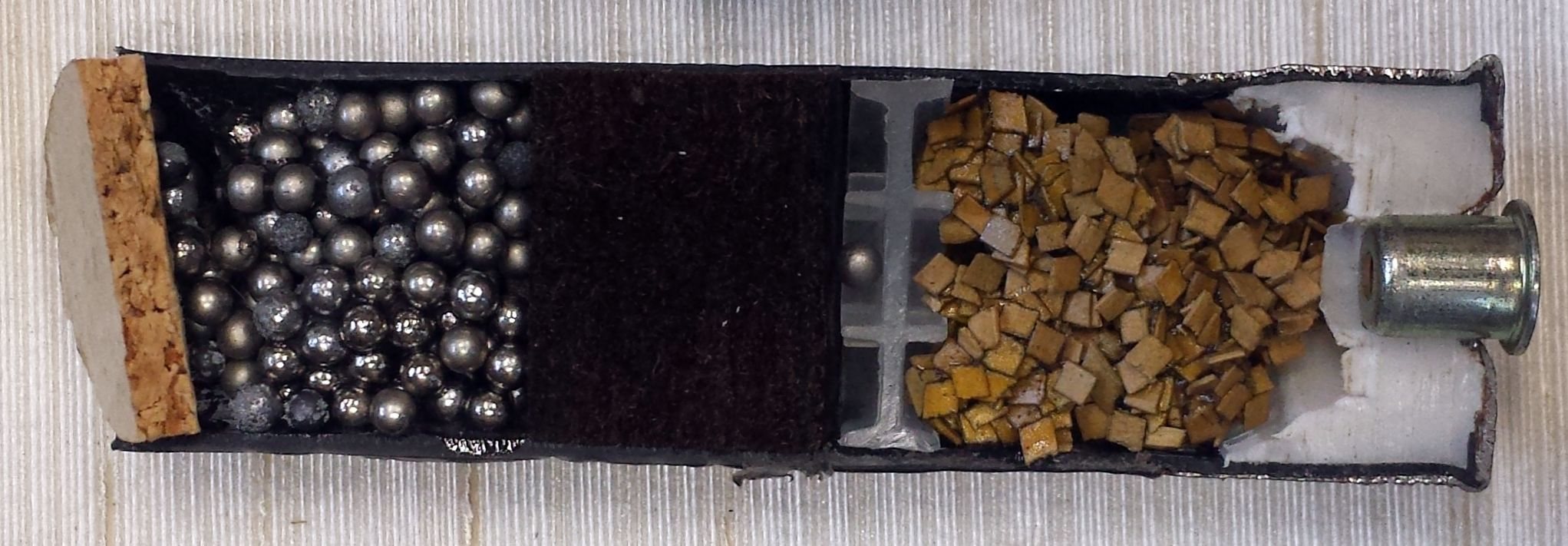

Des billes de plomb ont été utilisées dans l'Antiquité, par exemple dans la Grèce antique, comme balles pour les frondes.
La grenaille de plomb a été produite de manière artisanale, et industriellement à partir de la fin du XVIIIe siècle dans des « tours à plomb ».

On y faisait couler d'une grande hauteur du plomb en fusion, qui en tombant formait de petites gouttelettes. La dernière grande tour à plomb était en France celle de métaleurop-Nord, récemment détruite après plus de 10 ans d'inactivité, avant que le groupe Glencore ait déclaré le site en état de faillite. Ce sont des femmes qui sélectionnaient et triaient les billes de plomb.

## Histoire du mot
La grenaille était le nom donné à tout type de métal réduit en menus grains, et d'abord à la grenaille de fer ramassée comme déchets de forge. Par extension, c'était aussi le nom donné à la « graine de rebut qui sert à nourrir la volaille » ou aux pommes de terres bien trop petites et donc destinées aux cochons).
Il est défendu de charger un fusil avec de la grenaille précisait encore au XVIIIe siècle le dictionnaire de l'Académie française.
La notion de grenaille de plomb et plus précisément de plomb grenaillé apparait dans le dictionnaire d'Émile Littré au dernier quart du XIXe siècle .

## Classification en tant que déchet
Dans le droit européen, la grenaille de plomb perdue dans l'environnement répond à la rubrique 02 qui inclut les Déchets provenant de la chasse et de la pêche, et plus précisément à la rubrique 0201 intitulée « déchets provenant de l'agriculture, de l'horticulture, de l'aquaculture, de la sylviculture, de la chasse et de la pêche » . 
Comme ils contiennent du plomb et de l'arsenic, ils répondent à la définition de déchet dangereux (contenant « une ou plusieurs substances classées (2) comme très toxiques à une concentration totale égale ou supérieure à 0,1 % »  et de déchet toxique.
Ils répondent d'ailleurs - pour le plomb - à une des autres conditions suffisantes car contenant « une ou plusieurs substances classées comme nocives à une concentration totale égale ou supérieure à 25 % ».

## Alliages de plomb
Le plomb pur est ductile (mou) et relativement érodable. Pour que les grenailles ne s'écrasent pas les unes sur les autres au moment du coup de feu, elles ont été durcies par ajout d'antimoine et d'arsenic (deux métaux qui sont également toxiques et écotoxiques). Aucune de ces trois substances ni leur mélange n'étant biodégradable, la grenaille tirée tend à s'accumuler dans les zones de chasse (et/ou de ball-trap), hormis sur les pentes ou dans les cours d'eau où elle peut « rouler » et être emportée vers la mer ou vers des zones humides où elle peut s'enfoncer dans le sédiment. Là elles peuvent persister durant des siècles dans l'environnement, plus ou moins biodisponibles : Même quand le plomb s'enfonce dans un sédiment mou (vase) ou meuble (sable fin, gravier…), des oiseaux à long bec (ex avocette, bécassine des marais) ou des oiseaux se nourrissant en filtrant le sédiment (ex. flamant rose) peuvent s'intoxiquer, parfois mortellement.

## Prévalence dans la nature
Quelques études ont mesuré la quantité de grenaille retrouvée par mètre carré ou par hectare. 

Les densités les plus importantes de grenaille sont relevées sur et autour des sites de ball-trap, puis devant les huttes de chasse ou d'autres postes permanents de tir, puis dans les zones humides chassées et ailleurs sur des sols secs fréquemment chassés ;

En Hongrie, Imre a relevé en 1997 de 0 à 1,09 grenaille par mètre carré (0,46 en moyenne) dans des zones de chasse au faisan. Ferrandis et al. en 2008) trouvaient 7,4 billes de plomb/m2 dans le premier centimètre du sol d'une zone de chasse à la perdrix rouge (Alectoris rufa) du centre de l'Espagne (peu chassée par rapport à d'autres où les chasses en battue mobilisent jusqu'à 8 fois plus de tireurs ; jusqu'à 16 par ligne de 40 mètres). Dans cette zone la moyenne était de 73 600 plombs/ha, soit environ 8,1 kg/ha dans le premier cm de sol). En Espagne (où la grenaille de plomb est interdite depuis octobre 2001) selon Mateo Soria (Institut de recherche sur les ressources cynégétiques de Ciudad Real) « le delta de l'Èbre (importante halte migratoire pour les oiseaux, située au sud de Barcelone) présente une densité de 97 à 266 grenailles de plomb par mètre carré, dans les 20 premiers centimètres de sédiments ». Le plomb diminue, remplacé par de l'acier, mais chez des oiseaux se nourrissant en profondeur un saturnisme presque généralisé persiste (84 % des canards pilets avaient encore de la grenaille de plomb dans le gésier). Malgré une diminution de la contamination des venaisons de petit gibier par le plomb de chasse (pour certaines espèces plus que d'autres), en 2012 l’Agence espagnole de sécurité sanitaire des aliments et de nutrition (Aesan) a estimé qu'il est encore fortement conseillé aux femmes enceintes et aux enfants de moins de 6 ans de ne pas consommer de viande d'animaux tués par des munitions au plomb,.
Dans les zones d'alimentation des oiseaux, le nombre de plombs par mètre carré n'est pas un descripteur fiable du nombre total de plombs tombés dans la surface considérée, ni du degré réel d'exposition des oiseaux (ou d'autres animaux), car de nombreux plombs sont régulièrement ingérés et emportés (éventuellement très loin s'il a été ingéré par un oiseau en migration).

## Impacts et séquelles écoépidémiologiques de la grenaille de plomb dispersée dans l'environnement
Il est démontré que bien après l'interdiction ou des restrictions sur le plomb, des oiseaux continueront longtemps à mortellement s'empoisonner. À titre d'exemple, au Royaume-Uni, la loi a interdit tous les lest de pêche en plomb dès 1988, puis l’Angleterre a imposé une interdiction des grenailles de chasse dans les zones humides en 1999. Une législation similaire a été peu à  peu adoptée pour la chasse au Pays de Galles (2002), en Écosse (2004) et en Irlande du Nord (2009). Pourtant, au début des années 2010, un tiers des oiseaux d'eau sont encore atteint de saturnisme ou portent des billes de plomb dans leur tube digestif ; et sur 10 oiseaux trouvés morts, un l'est encore directement de saturnisme aviaire. Hormis pour le cygne muet qui s'empoisonnait fréquemment en ingérant des agrès de pêche en plomb, aucun progrès n'a été observé par une étude qui a fait le point en examinant les causes de mortalité ou morbidité de 14 espèces de canards, ainsi que d'oies et de cygnes : le gésier de l'un des oiseaux morts contenait à lui seul 438 grains de plomb.
La situation aurait probablement empiré sans ces interdictions qui protègent maintenant au moins les zones humides d'une aggravation de cette pollution. Le problème continue cependant à s'aggraver hors des zones humides où le plomb n'a pas encore été interdit ; là d'autres études ont notamment prouvé que les oiseaux terrestres (dont perdrix et faisans) sont aussi victimes de saturnisme, pour les mêmes raisons. 

Pourtant, une recommandation de La Commission royale sur la pollution de l'environnement faite en 1983 et une autre  recommandation, de l'Accord AEWA de 1995 (qui concerne aussi la France), prônaient l'interdiction totale du plomb dans les munitions avant 2000. 
Le risque d'ingestion varie beaucoup selon le lieu et son substrat, mais aussi selon le comportement alimentaire de l'espèce considérée .

## Ingestion et risques pour la santé humaine

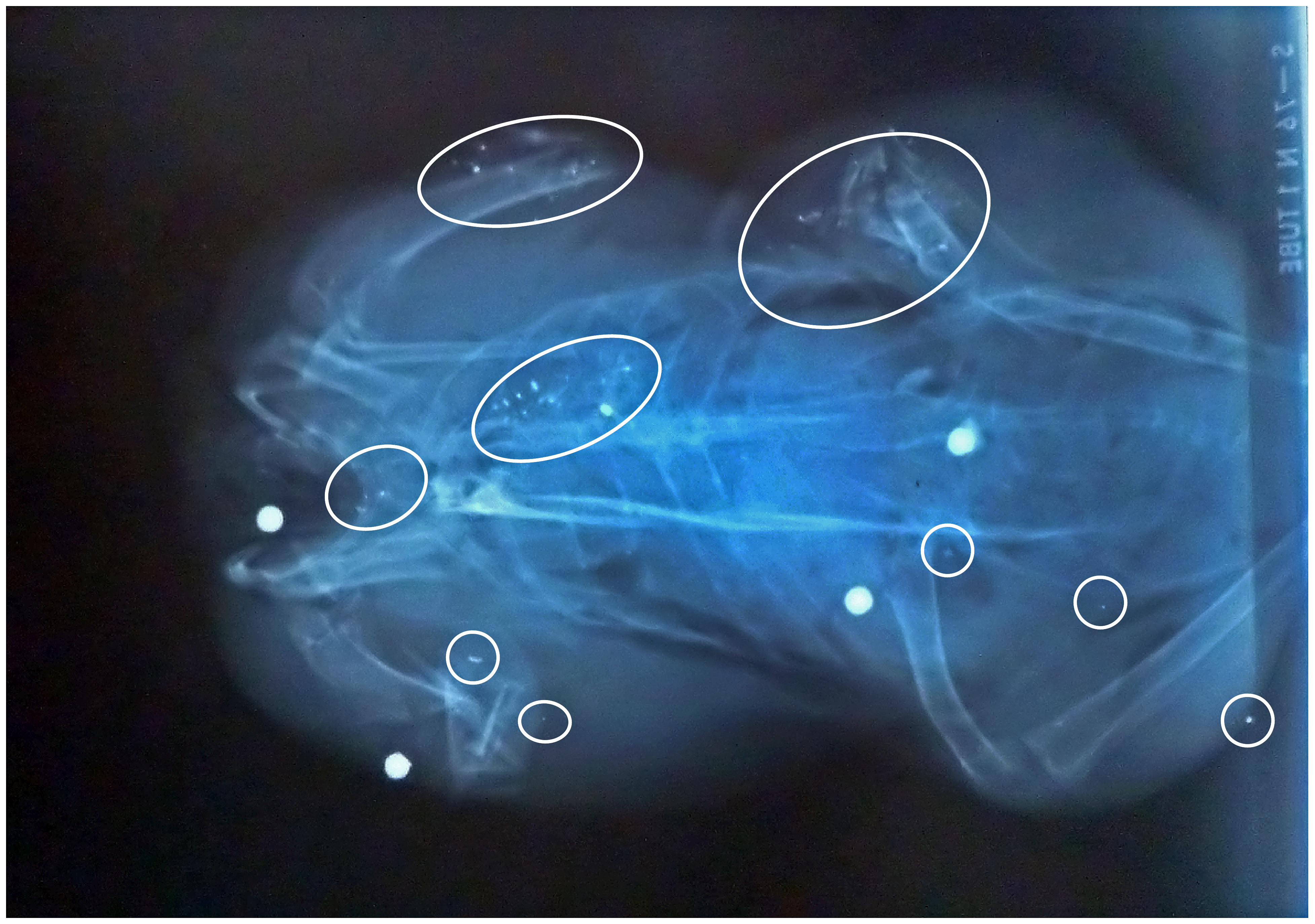
Radiographie aux Rayons X d'un pigeon ramier tué par cartouche au plomb, illustrant montrant des grenailles et plusieurs types de fragments de plomb tels que fréquemment trouvés dans le gibier. Les fragments plus petits sont les plus à risques en termes de saturnisme induit pour les consommateurs de gibier ou pour les animaux nécrophages ou carnivores consommant un tel oiseau blessé ou mort.

Depuis les années 1990, des taux anormalement élevés de plomb sont détectés et signalés dans la chair de gibiers destinés à la consommation humaine, par exemple par Tsuji & als en 1999  puis en 2004 ), par Cornatzer et ses collègues en 2009 ou Pain et son équipe en 2010 .
La grenaille qui pénètre à grande vitesse dans la chair de l'animal peu avant sa mort libère du plomb (érosion/frottement) lors de la pénétration. 

Certaines de ces grenailles restent entières, mais d'autres éclatent en petits fragment de moins de 1 mm . Une étude récente (2016) a montré chez les bécasses tuées à la chasse que plus de 80 % des grenailles sont éclatées ou incrustées dans les parties comestibles de l'oiseau. Et si l'animal a de plus lui-même antérieurement ingéré des billes de plomb (comme grit), sa chair pouvait déjà être contaminée et source de saturnisme (foie, rein, os et système nerveux notamment).
Ce phénomène existe aussi avec les balles utilisées sur le grand gibier (cervidés, sangliers...),,,,, mais la contamination des parties comestibles du petit gibier par le plomb est généralement plus élevée notamment chez les oiseaux « car ils ont généralement été tués par plusieurs petites billes plutôt qu'une seule balle. Les plombs sont souvent si petits qu'il est difficile de les retirer de la chair avant la cuisson, même si elles restent entières. De plus ils tendent à se fragmenter, créant une grande quantité d'éclats et de particules microscopiques »,. 

De plus il est maintenant établi que la cuisson et préparation de la viande peuvent démultiplier la biodisponibilité du plomb ; Des pratiques typiques de préparation des venaisons (encroûtement, pâté, marinade et cuisson dans le vin, le vinaigre ou dans d'autres milieux acides) facilitent grandement la conversion du Pb métallique en composés organiques plus toxiques et/ou bien plus facilement absorbés par le système digestif,, y compris pour le grand gibier.
Effets sur la santé : 
Dans tous les pays où le plomb tétraéthyle a été interdit dans l'essence, la première source de plomb et de risque de saturnisme pour l'homme est devenue le plomb de chasse, fréquemment ingéré sous forme de bille, de fragment de plomb et/ou de plomb moléculaire présents dans la viande de petit ou grand gibier ou dans les abats préparés (pâté de foie ou de gésier par exemple),. 

Selon l'Autorité européenne de sécurité des aliments (AESA), des années 1980 à 2012 le taux de Pb a diminué dans la plupart des aliments commercialisés, mais il reste préoccupant dans quelques aliments avec des concentrations élevées notamment enregistrées dans la viande de faisan (dépassant de beaucoup les teneurs maximales admises en Europe dans la viande/muscle (soit 100 μg/kg en poids humide) ou les abats (max toléré = 500 μg/kg poids humide). L'AESA s'est inquiétée de constater que bien que les faisans chassés soient souvent originaires d'élevages, la viande de faisan consommée a atteint des concentrations de Pb dépassant les normes et jusqu'à 28 fois plus élevées (344 μg/kg) que la viande de poulet (12 μg/kg).

Et des différences similaires ont été observées chez d'autres espèces sauvages et domestiques consommées au Royaume-uni.
À partir de la fin du XXe siècle, grâce notamment aux analyses isotopiques des preuves d'association entre certaines plombémie et la consommation de gibier sauvage et l'ingestion de plomb de chasse apparaissent, d'abord dans les familles inuits des régions arctiques où le gibier sauvage reste une source importante d'aliments,,, puis chez des chasseurs de zone de climat tempéré .

Les radiologues découvrent d'ailleurs fréquemment une ou plusieurs billes de plomb dans l'intestin des consommateurs de petit gibier. Généralement ces plombs sont rapidement évacués avec les excréments et l'intoxication ne sera que passagère. La situation est plus grave quand une ou plusieurs billes de plomb se logent dans l'appendice, car elles deviennent source d'intoxication chronique par le plomb. Une seule bille de plomb suffit dans ce cas à induire une intoxication. 
À titre d'exemple, un enfant de 8 ans examiné pour cause d'hyperactivité s'est révélé présenter une plombémie (taux de plomb dans le sang) inexplicablement élevée (17,4 à 27,4 µg/dl de sang). 
La radiographie a révélé une accumulation de billes métalliques dans l'appendice. Après ablation de cet appendice, le chirurgien a pu y compter 57 billes de plomb (ce qui semble être un record chez un enfant). La famille consommait fréquemment des oies tuées à la chasse et l'enfant a expliqué qu'avec ses frères et sœurs (chez lesquels on a aussi trouvé une plombémie élevée), par jeu, ils avalaient les grains de plomb qu'ils trouvaient dans leur viande au lieu de les recracher. En Finlande, des chiens de chasse ont aussi été atteints de saturnisme après avoir ingéré du plomb dans des restes de gibier.
Au début des années 2000, ces données ont poussé des chercheurs et plusieurs autorités nationales de santé et de sécurité sanitaire des aliments à mieux évaluer le risque de saturnisme induit par la consommation de gibier. Ces évaluations ont toutes conclu que les risques sanitaires posés par les munitions au plomb ne sont pas négligeables et que des mesures appropriées sont nécessaires pour les minimiser,,,.
Chez les consommateurs de gibier, les effets de l'ingestion de grains de plomb entiers peuvent être aggravés par l'ingestion de plomb moléculaire ou d'éclats microscopiques (provenant notamment des balles utilisées pour tuer le grand gibier) . Ces éclats empoisonnent aussi les rapaces et oiseaux charognards qui consomment les cadavres d'animaux blessés et non retrouvés par les chasseurs,. 
Le nombre d'européens exposés à cette source de plomb (chasseurs et leurs proches et autres consommateurs de gibier) a été grossièrement estimé d'après les statistiques de la Fédération européenne des associations pour la chasse et la conservation : il y aurait en Europe  (hors Russie et Turquie) environ sept millions de chasseurs, tous potentiellement concernés ; avec leurs proches plusieurs dizaines de millions d'Européens (2 à 4 % de la population). Il faudrait intégrer au calcul les quantités de gibier servi par la restauration et vendue en supermarchés, mais elles semblent mal connues. 
Rien que pour les oiseaux, 101 millions d'entre eux seraient abattus chaque année en Europe.
Il existe des grenailles sans plomb, mais aussi des balles sans plomb pour la chasse au grand gibier, et la chasse à l'arc se développe, mais encore marginalement.